# Contea di Clay (Tennessee)
La contea di Clay (in inglese Clay County) è una contea dello Stato USA del Tennessee. Il nome le è stato dato in onore di Henry Clay, famoso statista statunitense. Al censimento del 2000 la popolazione era di 7 976 abitanti. Il suo capoluogo è Celina.

## Geografia fisica
L'U.S. Census Bureau certifica che l'estensione della contea è di 671 km², di cui 612 km² composti da terra e 59 km² composti di acqua.

### Contee confinanti
- Contea di Monroe, Kentucky (nord)
- Contea di Cumberland, Kentucky (nord-est)
- Contea di Pickett (est)
- Contea di Overton (sud-est)
- Contea di Jackson (sud)
- Contea di Macon (ovest)

## Storia
La contea di Clay venne costituita nel 1870.

## Città
- Celina
- Hermitage Springs
- Maple Grove